# Windows Polaris
Windows Polaris 是 Microsoft 正在开发的未发布版本 Windows 的代号。

## 历史
在Build 16299.241中，自称为ARM32架构的“Windows OneCore 10”于2018年1月2日被编译，后于2021年1月2日被泄露。Polaris的工作因未知原因被取消，并被Windows 10X的开发所取代。